# RT-2PM2 (ミサイル)
RT-2PM2 トーポリM（キリル文字:РТ-2ПМ2 «Тополь-М»）はロシアによって開発された大陸間弾道ミサイル。RT-2PM2とその派生型ミサイルに付けられたアメリカ国防総省番号は、SS-27。NATOコードは、シックルBと命名されている。

## 概要
RT-2PM（SS-25）トーポリの改良型で、ソ連時代の1980年代より開発が開始された。1994年に発射実験が行われ、部隊配備開始は1997年、作戦能力獲得は1998年のことである。当初はミサイルサイロから配備が開始されたが、後にMZKT-79221をベースとしたTEL車両にも搭載・配備されるようになった。2008年1月時点で46基がミサイルサイロに、6基がTEL車両に配備されている。2015年までに69基を配備予定。迎撃対策として核爆発対応も進められており、放射線や電磁パルスに対するシールドを有している。
2005年にはアメリカ合衆国の弾道弾迎撃ミサイルに対抗するために、新型再突入体の試験が行われた。これは、宇宙空間・高層大気圏において軌道変更能力を持ち、それにより被迎撃性を減少させている。
発展型として潜水艦発射弾道ミサイルのものもあり、R-30(SS-NX-30)として2005年から試射が行われている。後継として、MIRV化したRS-24が開発され、2010年から配備されている。
2023年4月13日に北朝鮮が発射した火星18はトーポリMを基にしていると、マサチューセッツ工科大名誉教授のセオドア・ポストルは指摘した。
- 発達系譜

| RT-2    | RT-2    | RT-2    | RT-2    | RT-2        | RT-2        | ICBM        | ICBM        | ICBM        | ICBM        | ICBM         | ICBM         |              |              |              |              |  |  |  |  |
| RT-2    | RT-2    | RT-2    | RT-2    | RT-2        | RT-2        | ICBM        | ICBM        | ICBM        | ICBM        | ICBM         | ICBM         |              |              |              |              |  |  |  |  |
| RT-2PM  | RT-2PM  | RT-2PM  | RT-2PM  | RT-2PM      | RT-2PM      | 車載移動化  | 車載移動化  | 車載移動化  | 車載移動化  | 車載移動化   | 車載移動化   |              |              |              |              |  |  |  |  |
| RT-2PM  | RT-2PM  | RT-2PM  | RT-2PM  | RT-2PM      | RT-2PM      | 車載移動化  | 車載移動化  | 車載移動化  | 車載移動化  | 車載移動化   | 車載移動化   |              |              |              |              |  |  |  |  |
|         |         |         |         | スタールト1 | スタールト1 | スタールト1 | スタールト1 | スタールト1 | スタールト1 | 商用ロケット | 商用ロケット | 商用ロケット | 商用ロケット | 商用ロケット | 商用ロケット |  |  |  |  |
|         |         |         |         | スタールト1 | スタールト1 | スタールト1 | スタールト1 | スタールト1 | スタールト1 | 商用ロケット | 商用ロケット | 商用ロケット | 商用ロケット | 商用ロケット | 商用ロケット |  |  |  |  |
|         |         |         |         |             |             |             |             |             |             |              |              |              |              |              |              |  |  |  |  |
| RT-2PM2 | RT-2PM2 | RT-2PM2 | RT-2PM2 | RT-2PM2     | RT-2PM2     | 改良型      | 改良型      | 改良型      | 改良型      | 改良型       | 改良型       |              |              |              |              |  |  |  |  |
| RT-2PM2 | RT-2PM2 | RT-2PM2 | RT-2PM2 | RT-2PM2     | RT-2PM2     | 改良型      | 改良型      | 改良型      | 改良型      | 改良型       | 改良型       |              |              |              |              |  |  |  |  |
|         |         |         |         | R-30        | R-30        | R-30        | R-30        | R-30        | R-30        | SLBM         | SLBM         | SLBM         | SLBM         | SLBM         | SLBM         |  |  |  |  |
|         |         |         |         | R-30        | R-30        | R-30        | R-30        | R-30        | R-30        | SLBM         | SLBM         | SLBM         | SLBM         | SLBM         | SLBM         |  |  |  |  |
|         |         |         |         |             |             |             |             |             |             |              |              |              |              |              |              |  |  |  |  |
| RS-24   | RS-24   | RS-24   | RS-24   | RS-24       | RS-24       | MIRV        | MIRV        | MIRV        | MIRV        | MIRV         | MIRV         |              |              |              |              |  |  |  |  |

## 登場作品
『エースコンバット アサルト・ホライゾン』
NRF(新ロシア連邦)軍が使用する。
『エースコンバット インフィニティ』
ユージア連邦軍が使用する。
『Devil's Third』
ソロプレイのミッション7にて、劇中の主敵である旧ソ連残党のテロ組織「SOD（School Of Democracy）」が有する兵器として、同組織の表の顔である民間警備会社「ゼニート警備」の拠点内の一角にTEL車両搭載型が2基登場。これを見た主人公のアイヴァン・ザ・テリブル曰く、「トーポリM。ソ連の移動型ICBMランチャーだ。悪かねえ」とのことだが、同行していたデルタフォースのボブ大尉の判断によって、近くに停車していた燃料タンク車共々爆薬をセットされ、最後にはボブの手で遠隔起爆装置を操作されて爆破された。